# دانشکده حقوق بنجامین کاردوزو
دانشکده حقوق بنجامین کاردوزو (به انگلیسی: Benjamin N. Cardozo School of Law) دانشکده حقوق دانشگاه یشیوا در شهر نیویورک است. این دانشکده در سال ۱۹۷۶ تأسیس شده و الان در خیابان پنجم نزدیک میدان اتحاد در منهتن جنوبی است. نام این دانشکده از قاضی دیوان عالی کشور، بنجامین کاردوزو گرفته شده است. کاردوزو اولین کلاس خود را در سال ۱۹۷۹ فارغ‌التحصیل کرد. برنامه کارشناسی ارشد حقوق در سال ۱۹۸۸ ایجاد شد. کاردوزو در مقایسه با برخی برنامه‌های لیسانسه دانشگاه یشیوا غیرحرفه‌ای است و برنامه درسی سکولار دارد. در حدود ۳۲۰ دانشجو برنامه جی‌دی را در هر سال شروع می‌کنند که ۵۷ درصد آنها زن هستند. به علاوه، در حدود ۶۰ تا ۷۰ دانشجوی کارشناسی ارشد حقوق در هر سال در دانشگاه تحصیل می‌کنند.